# Уолкотт, Дженнифер
Дже́ннифер Уо́лкотт (англ. Jennifer Walcott; 8 мая 1977, Янгстаун, Огайо, США) — американская фотомодель и актриса

.

## Биография

### Ранние годы
Дженнифер Уолкотт родилась 8 мая 1977 года в Янгстауне (штат Огайо, США). Всего у её родителей было четверо детей. У неё ирландские, итальянские и польские корни. Дженнифер хотела стать ветеринаром, в основном, потому что у неё было много домашних животных.
В 1995 году окончила Lowellville High School. В октябре 1996 года, 19-летняя Дженнифер, посетив Лос-Анджелес, решила туда переехать. Первые несколько лет на новом месте выдались для девушки тяжёлыми: она получала высшее образование в Santa Monica College, работала на двух работах.
В 2000 году Дженнифер временно переехала в Чикаго, чтобы быть рядом со своей серьёзно больной бабушкой. Вскоре бабушка девушки умерла, и Дженнифер решила вернуться в Лос-Анджелес.

### Карьера
После своего возвращения в Лос-Анджелес Уолкотт решила стать моделью. В конце 2000 года и начале 2001 она приняла участие в партии Playboy, как художник по макияжу. Она была выбрана Playmate за август 2001 года. Впоследствии она открыла свой собственный сайт и появилась во многих журналах.
Она появилась в нескольких музыкальных клипах, в том числе в клипах Джастина Тимберлейка, Sterophonics, Марка Энтони.
С 2005 года снимается в кино.
В 2006 году она была выбрана в качестве финалиста для участия в WWE Поиск Див, но не стала участвовать из-за конфликтов с другими проектами.

### Личная жизнь
С 23 марта 2010 года Дженнифер замужем за сэйфти НФЛ Адамом Арчулета. У супругов есть трое детей: два сына, Джетт Джеймс Арчулета (род. 10.04.2008) и Хок Арчулета (род. 07.09.2012), и дочь — Пайпер Роуз Арчулета (род. 01.02.2014).

## Фильмография
| Год  |    | Русское название                         | Оригинальное название            | Роль                    |
| ---- | -- | ---------------------------------------- | -------------------------------- | ----------------------- |
| 2005 | ф  | Американский пирог 4: Музыкальный лагерь | American Pie Presents: Band Camp | Лори                    |
| 2010 | ф  | Американское лето                        | The Pool Boys                    | Кейтлин Стенсон         |
| 2011 | ки | Postal III                               | Postal III                       | девушка Бешеного Чувака |